# 臺南市立新營體育場田徑場
臺南市立新營體育場田徑場位於臺灣台南市新營區臺南市立新營體育場內的田徑類場館。主要用於舉辦田徑競賽和其他綜合性運動比賽及活動、估算可容納30,000名觀眾、啟用於1989年。北側原有第二田徑場，配合國家圖書館南部分館落腳於西南側的球場用地，原有2座壘球場遷建於該場地。

## 交通
- 臺灣鐵路

搭乘至新營火車站，轉乘大台南公車：棕2、棕3、棕3-1至【新營體育場】站下車
- 高速鐵路

搭乘至高鐵嘉義站，轉乘大台南公車黃9至【新營站】下車再轉乘大台南公車：棕2、棕3、棕3-1至【新營體育場】站下車
- 大台南公車 [2]

| 編號  | 路線         | 下車站     |
| ----- | ------------ | ---------- |
| 棕2   | 新營往下中   | 新營體育場 |
| 棕3   | 新營往南港里 | 新營體育場 |
| 棕3-1 | 新營往鐵線里 | 新營體育場 |

## 外部連結
- 新營運動公園田徑場 （页面存档备份，存于） - 全國運動場館資訊網
- 臺南市新營區體育場 （页面存档备份，存于） - 文化部全國藝文活動資訊系統網